# Артасан
Артасан (фр. Artassenx) насеље је и општина у југозападној Француској у региону Аквитанија, у департману Ланд која припада префектури Мон де Марсан.
По подацима из 2011. године у општини је живело 266 становника, а густина насељености је износила 48,36 становника/km². Општина се простире на површини од 5,5 km². Налази се на средњој надморској висини од 75 метара (максималној 122 m, а минималној 79 m).

## Демографија
| 1962. | 1968. | 1975. | 1982. | 1990. | 1999. | 2011. |
| ----- | ----- | ----- | ----- | ----- | ----- | ----- |
| 150   | 162   | 200   | 233   | 255   | 244   | 266   |

График промене броја становника у току последњих година